# Cyclopentadiénure de sodium
Le cyclopentadiénure de sodium est un composé organosodique de formule Na(C5H5). On le note souvent en abrégé  NaCp ou CpNa, où Cp− est l'anion cyclopentadiénure (Cp est aussi souvent utilisé comme abréviation du  ligand cyclopentadiényle en chimie de coordination).

## Synthèse
Le cyclopentadiénure de sodium est disponible dans le commerce en solution dans le THF. Il est préparé par traitement du cyclopentadiène par le sodium :
2 Na + 2 C5H6 ⟶ 2 Na(C5H5) + H2.
Généralement, cette conversion est effectuée en chauffant une suspension de sodium fondu dans le dicyclopentadiène. Autrefois, le sodium était souvent utilisé sous la forme de « fil de sodium » ou de « sable de sodium », une fine dispersion de sodium préparée en fondant du sodium dans un reflux de xylène sous agitation rapide,.
Il est également possible d'utiliser l'hydrure de sodium :
NaH + C5H6 ⟶ Na(C5H5) + H2.
Dans un premier temps, les réactifs de Grignard étaient utilisés comme bases. Avec un pKA, le cyclopentadiène peut être déprotoné par de nombreux réactifs.
La nature de NaCp dépend fortement de son milieu et de l'utilisation pour laquelle il est préparé, mais il est le plus souvent représenté comme un sel de sodium, Na+C5H5−. Le NaCp cristallin sans solvant, composé peu courant, est un complexe sandwich à plusieurs niveaux, consistant en une chaîne infinie de centre de sodium Na+ pris en sandwich par des ligands μ-η5:η5-C5H5.

## Applications
Le cyclopentadiénure de sodium est un réactif courant dans la préparation de métallocènes, par exemple dans celle du ferrocène :
2 Na(C5H5) + FeCl2 ⟶ Fe(C5H5)2 + 2 NaCl
ou celle du dichlorure de zirconocène :
ZrCl4(thf)2 + 2 NaCp ⟶ Cp2ZrCl2 + 2 NaCl + 2 THF.